# Eiichi Yoshizawa
Eiichi Yoshizawa (吉澤 永一, Yoshizawa Ei'ichi, né le 5 septembre 1980) est un athlète japonais, spécialiste de la marche athlétique.

## Biographie
Il remporte la médaille d'or du 20 km marche lors des championnats d'Asie 2002, à Colombo, dans le temps de 1 h 26 min 51 s.

### Palmarès
| Date | Compétition         | Lieu    | Résultat | Épreuve      | Performance     |
| ---- | ------------------- | ------- | -------- | ------------ | --------------- |
| 2002 | Championnats d'Asie | Colombo | 1er      | 20 km marche | 1 h 26 min 51 s |

### Records
| Épreuve      | Performance     | Lieu   | Date          |
| ------------ | --------------- | ------ | ------------- |
| 20 km marche | 1 h 21 min 36 s | Wajima | 20 avril 2003 |